# Metiltransferaza
Metiltransferaze su velika grupa enzima, svi od kojih metiliraju svoje supstrate, mada se mogu podeliti u nekoliko potklasa na bazi njihovih strukturnih svojstava. Najzastupljenija klasa metiltransferaza je klasa I, čiji svi članovi sadrže Rozmanov sklop za vezivanje S-Adenozil metionina (SAM). Metiltransferaze klase II sadrže SET domen. Primer pripadnika ove klase su histonske metiltransferaze. Metiltransferaze klase III su asocirane sa membranom. Metiltransferaze se isto tako mogu grupisati u različite tipove koristeći supstrate u reakcijama metilnog transfera. Ovi tipovi obuhvataju proteinske metiltransferaze, DNK/RNK metiltransferaze, metiltrasferaze prirodnih produkata, i one koje nisu zavisne od SAM. SAM je klasični metil donor metiltrasferaza, međutim primeri drugih metilnih donora se poznati u prirodi. Opšti mehanizam metilnog transfera je pristup sličan  napadu, pri čemu metioninski sumpor služi kao nukleofil koji prenosi metil grupu na enzimski supstrat. SAM se konvertuje u S-adenozil homocistein (SAH) tokom ovog procesa. Razlaganje SAM-metil veze i formiranje substrat-metil veze se skoro simultano odvijaju. Ove enzimatske reakcije su prisutne u mnoštvu biohemijskih puteva i njihovi poremećaji su implicirani u genetičke bolesti, kancer, i metaboličke bolesti.

## Primeri
Neki od primera su:
- Katehol O-metiltransferaza
- DNK metiltransferaza
- Histon metiltransferaza
- 5-Metiltetrahidrofolat-homocistein metiltransferaza
- O-metiltransferaze
- Metionin sintaza
- Korinoid/gvožđe-sumporni protein

## Spoljašnje veze
- Methyltransferases на 